# 似镰羽假毛蕨
似镰羽假毛蕨（学名：Pseudocyclosorus pseudofalcilobus）为金星蕨科假毛蕨属下的一个种。

## 扩展阅读
- 維基物種上的相關：似镰羽假毛蕨